# Quejigo del Amo o del Carbón
El Quejigo del Amo o del Carbón es un monumento natural de Andalucía que protege un ejemplar de quejigo situado en el municipio de Valdepeñas de Jaén, en el suroeste de la provincia de Jaén (España), dentro de la comarca de la Sierra Sur y concretamente próximo al pantano del Quiebrajano.
Este ejemplar de Quercus faginea es representativo de la vegetación autóctona mediterránea, es bastante común en Andalucía, Castilla-La Mancha, Extremadura y Murcia. 
El aspecto y estructura que muestra es el resultado del carboneo al que, con certeza, fue sometido años atrás. Esta práctica, tradicional en Andalucía y otras regiones de la península ibérica, consiste en la poda de las ramas para su aprovechamiento como carbón, lo cual se pone de manifiesto al observar el escaso desarrollo de las mismas frente al grosor del tronco.
El quejigo tiene una edad estimada de entre 500 y 1000 años. Fue declarado monumento natural por la Junta de Andalucía en el año 2001. Anteriormente a esta fecha, se encontraba protegido bajo la figura de árbol singular, debido a su belleza y grandiosidad. Está considerado como uno de los de mayores dimensiones de Andalucía.

## Entorno
El entorno donde se emplaza este monumento natural está constituido por montes de sierras superiores a los 1700 metros de altitud y se caracteriza por la abundancia de quercíneas (alcornoques y quejigos) y coníferas de repoblación (pino laricio y pino carrasco).
En estratos inferiores se sitúan otras especias integrantes del paisaje como el rosal silvestre (Rosa canina) y el espárrago (Asparagus acutifolius).

## Curiosidades
Cabe destacar varias alusiones a este monumento natural, que hace reflejar la relevancia de este ejemplar. Como la del escritor Antonio Gala, en El Imposible Olvido:

«Sin salir de Jaén, en Valdepeñas, visité el Quejigo del Carbón, también viejísimo. Está en una finca privada, y tan continuamente decía su dueño que el árbol era suyo, que terminó por llamarse el Quejigo del Amo».

El quejigo del Amo o del Carbón está incluido en una ruta de senderismo específica de quejigos centenarios por la sierra sur de Jaén.